# سلغتيرا
سلغتيرا (بالإنجليزية:Slugterra) هو مسلسل رسوم متحركة أمريكي/كندي أعده آساف فيبكي. وعرضت الحلقة الأولى على ديزني XD في 15 أكتوبر 2012، في الساعة 3:30 مساء بالتوقيت الشرقي. وبثت الحلقة الأخيرة في 19 أكتوبر 2013. تم إنتاج سلسلة من استوديو نيرد كورب إنترتينمنت.

## الشخصيات
- ايلاي شين: قائد عصابة شين وهو ابن ويل شين أفضل مطلق سلغز إلى ان قتله د.بلاك بعدها ايلاي شين أصبح أفضل مطلق سلغز

لسلاح: ديفيندر.
وسيلة النقل: ال كيه-أي لاكي.
السلغ الأفضل: بيربي.
المميزات: شجاع، طيب، سريع البديهة، مطلق سلغز ماهر.
العيوب: واثق جدا من نفسه، يمكن خداعه.
- د.بلاك: شرير يسعى لاحتلال سلغتيرا ويحول السلغز إلى غيلان بمياه الظلام التي يأخذها من أسياد الظلام.

السلاح: هاربينجير.
وسيلة النقل: تي اتش وان-دي آر ثاندار.
المميزات: ماهر في اطلاق السلغز، عبقري.
العيوب: غير متسامح.
كورد وتركسى وبرونتو: أصدقاء ايلاى شين ورافقه في كل المعارك التي خاضها ايلاى شين

## أنواع السلغز
- سلغز النار
- سلغز الماء
- سلغز الطاقة
- سلغز الهواء
- سلغز الأرض
- سلغز الجليد
- سلغز النفس
- سلغز الكهرباء
- سلغز النبات
- سلغز السموم

و من كل نوع من السلغز عدة فصائل تمثل عدد السلغز

## فصائل السلغز:[3]

### سلغزالنار
- infurnus
- lavalynx
- forgesmelter
- blastbede
- flaringo
- hop rock
- grenuke

### سلغزالماء
- aquabeak
- makobreaker
- lariat
- bubbleone
- jellyish
- spikeshade

### سلغزالطاقة
- boon doc
- enigmo
- white boon doc
- phosphoro
- glowbyss
- vandangow

### سلغزالهواء
- tormato
- hoverbug
- gazzer
- slyrn
- peiper

### سلغزالأرض
- speedstinger
- rammstone
- armashelt
- thresher
- midas
- sand angler
- polero
- arashnett
- geoshard
- diggrix
- slicksilver

### سلغزالجليد
- frostcrauler
- narwhaddle

### سلغزالنفس
- hypnogrif
- negashade
- thugglet
- frightgiest
- hexlet

### سلغزالكهرباء
- tazerling
- xmitter

### سلغزالنبات
- vinedrill
- dirturchin

### سلغزالسموم
- flatulorhinkus
- neotox

## روابط خارجية
- سلغتيرا على موقع IMDb (الإنجليزية)
- سلغتيرا على موقع فيلمافينيتي (الإسبانية)
- سلغتيرا على موقع كينوبويسك (الروسية)
- سلغتيرا على موقع ألو سيني (الفرنسية)
- سلغتيرا على موقع قاعدة بيانات الفيلم (الإنجليزية)